# Траутманн, Мориц Фердинанд
Мориц Фердинанд Траутманн (нем. Moritz Ferdinand Trautmann; 20 марта 1833, Виттенберг — 4 мая 1902, Берлин) — немецкий врач, преподаватель.
Родился в Виттенберге. Образование получил в берлинском университете Фридриха Вильгельма. Стажировался у известных немецких отологов: у Германа Шварце, в Галле (Саксония-Анхальт), у Германа Фридриха Вендта, в Лейпциге. Фердинанд Траутманн в качестве военного врача участвовал Германской и Франко-прусской войнах. В 1876 году становится профессором отологии в берлинском университете. В 1894 году получил в руководство отдел хирургии головы и шеи университетской клиники Шарите.

## Публикации
- Die Zersetzungsgase als Ursache zur Weiterverbreitung der Cholera und Verhütung derselben durch zweckmässige Desinfection mit besonderer Berücksichtigung des Süvernschen Desinfections-Verfahrens, 1869.
- Anatomische, pathologische und klinische Studien über Hyperplasie der Rachentonsille sowie chirurgische Behandlung der Hyperplasie zur Verhütung von Erkrankungen des Gehörorgans, 1886
- Embolische Processe des Mittelohrs.
- Die Lichtreflexe des Trommelfelles.
- Der gelbe Fleck am Ende des Hammerstieles.
- Chirurgische Anatomie des Schläfenbeins insbesondere für Radicaloperation, 1898.
- Leitfaden für Operationen am Gehörorgan, 1901.

## Названы именем Траутманна
- Треугольник Траутманна — область основания черепа, расположенная на задней поверхности каменистой части височной кости. Ограничен: сзади сигмовидным синусом, спереди задним полукружным каналом, сверху верхним краем каменистой части височной кости (или верхним каменистым синусом)[2]. Служит ориентиром при некоторых операциях на лабиринте, эндолимфатическом мешке, доступах к задней черепной ямке.